# Sidi Ali Ben Aoun (délégation)
Sidi Ali Ben Aoun (arabe : سيدي علي بنعون) est une délégation tunisienne dépendant du gouvernorat de Sidi Bouzid.
Elle est créée le 21 mars 1966 et originellement rattachée au gouvernorat de Gafsa jusqu'à la création de celui de Sidi Bouzid en 1973.
En 2014, elle compte 28 214 habitants dont 14 196 hommes et 14 018 femmes répartis dans 5 942 ménages et 7 318 logements.

## Municipalités
La délégation compte actuellement deux municipalités, Sidi Ali Ben Aoun et Mansoura.

## Imadas
La délégation compte sept imadas dont le nombre d'habitants est le suivant :
- Sidi Ali Ben Aoun : 12 100
- Rabta : 4 896
- Mansoura-Est : 2 797
- El Ouaâra : 2 538
- Ouled Brahim : 2 503
- Mansoura-Ouest : 1 820
- Essahla : 1 560